# Julius Eisenecker
Julius Eisenecker   (Frankfurt del Main, 21 de març de 1903 - Frankfurt del Main, 12 d'octubre de 1981) va ser un tirador d'esgrima alemany que va competir entre les dècades de 1930 i 1950.
El 1936 va prendre part en els Jocs Olímpics de Berlín, on disputà tres proves del programa d'esgrima. Guanyà la medalla de bronze en les proves de sabre i floret per equips, mentre en la de floret individual quedà eliminat en semifinals.
El 1952, als Jocs de Hèlsinki, disputà dues proves del programa d'esgrima, quedant eliminat en sèries en ambdues.
En el seu palmarès també destaquen tres medalles de bronze al Campionat del Món d'esgrima, el 1931, 1934 i 1935 i vuit campionats nacionals.